# 池田研介
池田 研介（いけだ けんすけ、1949年（昭和24年） - ）は、奈良県吉野町出身の日本の物理学者。理学博士（京都大学・1979年）。京都大学基礎物理学研究所教授を経て、立命館大学教授から現在立命館大学名誉教授。
専門は非線形光学。複雑系物理学。光とそれに共鳴するレーザ媒質のような量子媒質の運動を記述するマックスウェル・ブロッホ（MB)方程式がカオス解を持つことを示し、光の乱流状態である光カオスの存在を世界で初めて理論的に予測し、実験的に検証された。この様子を記述する最も簡単な規則はIkeda map（池田写像）と呼ばれ、それが作る奇妙なアトラクターは Ikeda attractorと呼ばれている。
光カオス系が大自由度系であることから光乱流と呼ぶこともある。大自由度系であることから周期的アトラクターがたくさん共存できるが。それらが不安定化するとカオス的アトラクターがたくさんできて、しかもそれらがつながりこれら沢山の局所的不安定化アトラクターを遍歴する現象が発生する。半導体レーザなどで見られるモードホッピングもその一例と考えられる。同様の遍歴現象を津田一郎は脳情報処理系のモデルで、金子邦彦は結合マップ系で発見しており、彼等と共に大自由度力学系におけるカオス的遍歴の概念を提唱した。
立命館に移籍後は、量子系のカオスの研究に力を入れ、首藤啓・高橋公也と協力してカオス系のトンネル効果の理論を複素半古典理論として発展させた。実空間では一見規則的に見える運動が、複素空間に拡張すると必ずカオス的になっていて、そこから外に向かって伸びる複素軌道が複雑な輸送経路を形成し、それが量子力学では複雑なトンネル効果として観測される。このようなトンネル現象をカオス的トンネル効果と呼んだ。この研究によってジュリア集合の数学で知られる複素力学系とトンネル効果に深い関係があることが発見された。
同僚の倉辻比呂志とは学生時代からの親友でライバル。

## 略歴
- 1972年 - 京都大学理学部物理学科卒業、同大学院修了
- 1979年 - 理学博士（京都大学）（学位論文「二準位、三準位媒質中での電磁場の共鳴伝播に関する理論的研究」）
- 1981年 - 京都大学理学部助手
- 1985年 - 京都大学基礎物理学研究所教授
- 1986年 - ICO prize(国際光学会賞) 受賞
- 1991年 - 日本IBM科学賞受賞
- 1995年 - 立命館大学教授